# 信貴山口站
- 關於曾經同名的近鐵生駒線車站，請見「信貴山下站」。
- 關於近鐵東信貴鋼索線的車站，請見「信貴山站」。

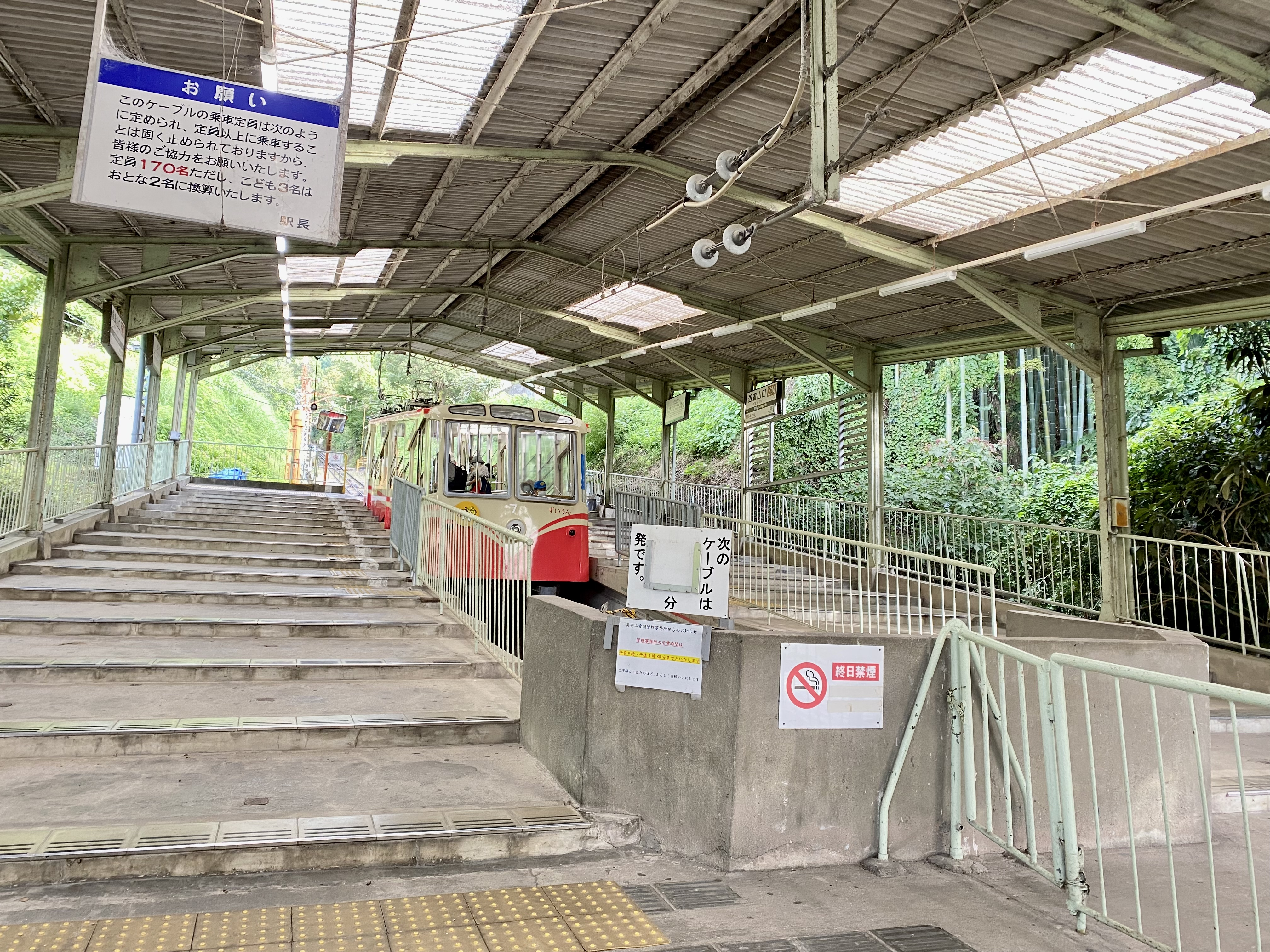
鋼索線月台（2022年10月）

信貴山口站（日语：／ Shigisanguchi eki */?）是位於大阪府八尾市黑谷，屬於近畿日本鐵道（近鐵）的信貴線和西信貴鋼索線的車站。車站編號為「J14」（信貴線）和「Z14」（西信貴鋼索線）。

## 歷史
- 1930年（昭和5年）12月15日 - 大阪電氣軌道（大軌）信貴線山本（現時：河內山本）至此站，以及信貴山電鐵鋼索線此站至高安山之間開通，此站啟用[1]。
- 1931年（昭和6年）10月29日 - 信貴山電鐵改名為信貴山急行電鐵（日语：信貴山急行電鉄）[2]，使此站成為大阪電氣軌道和信貴山急行電鐵的車站。
- 1941年（昭和16年）3月15日 - 大軌與參宮急行電鐵合併成為關西急行鐵道（關急）[1]，使此站成為關西急行鐵道和信貴山急行電鐵的車站。
- 1944年（昭和19年）
  - 1月7日 - 信貴山急行電鐵鋼索線因成為不要不急線而暫停服務[1]。
  - 4月1日 - 關西急行鐵道與信貴山急行電鐵合併，成為關西急行鐵道的車站[2]。
  - 6月1日 - 關西急行鐵道與南海鐵道（為南海電氣鐵道的前身）合併，成為近畿日本鐵道的車站[1]。
- 1948年（昭和23年）7月1日 - 車站改名為東高安站[3]。
- 1957年（昭和32年）3月21日 - 車站改名為信貴山口站[3]。舊·信貴山急行電鐵鋼索線重開，路線改名為西信貴鋼索線[1]。
- 1967年（昭和42年）12月20日 - 不再設有直通至大阪線的班次（直通班次包括日間的普通列車，以及繁忙時間的準急列車），信貴線列車於只於線內行走。
- 2007年（平成19年）4月1日 - 車站可以使用PiTaPa[4]。

## 車站構造
此站是呈L字形的地面車站，以站房為中心的北方為信貴線月台，東方則為鋼索線月台。站內只有1處驗票閘口，由信貴線和鋼索線共同使用，因此轉乘信貴線和鋼索線時不需經過閘機。
此站是由近鐵八尾站管理的有人車站。站內設有可使用PiTaPa、ICOCA的自動閘機和自動補票機（可支援回數卡及IC卡，以及IC卡增值功能）。
信貴線月台（河內山本方向）
月台為2面1線的港灣式月台。一般來說，西邊月台是上下車專用。在多客時期，東邊月台變為下車專用，西邊月台變為乘車專用。
原本的月台設有2條路軌。
西信貴鋼索線月台（高安山方向）
與信貴線月台同樣是2面1線的港灣式月台。但是南邊月台通常不會使用，只使用北邊月台（從閘口、信貴線月台入口方向是左手邊）。

## 利用狀況
在2018年11月13日，1日上下車人次為1,380人。
以下為近年1日上下車、乘車人次列表。
| 年度               | 指定日   | 指定日     | 指定日   | 1日平均 乘車人次 | 參考資料 |
| 年度               | 調査日   | 上下車人次 | 乘車人次 | 1日平均 乘車人次 | 參考資料 |
| ------------------ | -------- | ---------- | -------- | ---------------- | -------- |
| 2000年（平成12年） | 11月07日 | 1,804      | 898      | 1,058            | [ 8 ]    |
| 2001年（平成13年） | -        | -          | -        | -                |          |
| 2002年（平成14年） | -        | -          | -        | -                |          |
| 2003年（平成15年） | 11月11日 | 1,754      | 889      | -                | [ 9 ]    |
| 2004年（平成16年） | -        | -          | -        | -                |          |
| 2005年（平成17年） | 11月08日 | 1,635      | 816      | 981              | [ 10 ]   |
| 2006年（平成18年） | -        | -          | -        | 960              |          |
| 2007年（平成19年） | -        | -          | -        | 960              |          |
| 2008年（平成20年） | 11月18日 | 1,612      | 804      | 974              | [ 11 ]   |
| 2009年（平成21年） | -        | -          | -        | 972              |          |
| 2010年（平成22年） | 11月09日 | 1,495      | 749      | 926              | [ 12 ]   |
| 2011年（平成23年） | -        | -          | -        | 884              |          |
| 2012年（平成24年） | 11月13日 | 1,539      | 760      | 856              | [ 13 ]   |
| 2013年（平成25年） | -        | -          | -        | 858              |          |
| 2014年（平成26年） | -        | -          | -        | 827              |          |
| 2015年（平成27年） | 11月10日 | 1,402      | 694      | 802              | [ 14 ]   |
| 2016年（平成28年） | -        | -          | -        | 795              |          |
| 2017年（平成29年） | -        | -          | -        |                  |          |
| 2018年（平成30年） | 11月10日 | 1,380      |          |                  |          |

## 車站周邊
車站附近為幽靜的住宅區。在星期日及假日，會有許多遊客與登山客於此站轉乘鋼索線，也有一些前往附近公墓的乘客使用此站。
- 教興寺（日语：教興寺）
- 天照大神高座神社·岩戶神社（日语：天照大神高座神社・岩戸神社）
- 大阪府道177號東高安停車場線（日语：大阪府道177号東高安停車場線） - 道路名稱使用了此站的舊站名。

## 其他
- 此站與生駒線的信貴山下站都會誤以為此站是信貴山站。而實際上，「信貴山站（日语：信貴山駅）」曾經存在，該站為東信貴鋼索線（日语：近鉄東信貴鋼索線）的車站。該路線於1983年（昭和58年）改經停運，車站也停用。
- 大軌當初計劃建設從山本站經此站連接枚岡站的鐵路線，名為「高安線」。在1928年（昭和3年）獲得建設許可[15]。但是後來實際上山本站至此站之間的信貴線已經開業，而其餘部分，即此站至枚岡站之間區間沒有建設鐵路線，建設許可於1937年（昭和12年）完結[15]。

## 相鄰車站
近畿日本鐵道
 信貴線
服部川（J13）－信貴山口（J14）
 西信貴鋼索線
信貴山口（Z14）－高安山（Z15）

## 注腳
1. 1 2 3 4 5  曾根悟（監修）. . 週刊朝日百科. 2号 近畿日本鉄道 1. 朝日新聞出版. 2010-08-22: 18–23. ISBN 978-4-02-340132-7 （日语）.
2. 1 2  近畿日本鉄道株式会社. . 近畿日本鉄道. 2010-12: 190–191. NDL 21906373 （日语）.
3. 1 2  今尾惠介（監修）.  8 関西1. 新潮社. 2008: 24. ISBN 978-4-10-790026-5 （日语）.
4. ↑   (pdf) (新闻稿). 近畿日本鐵道. 2007-01-30  [2016-03-08]. （原始内容存档 (PDF)于2016-08-07） （日语）.
5. 1 2  . 近畿日本鉄道.   [2021-04-17]. （原始内容存档于2021-07-12） （日语）.
6. ↑  駅別乗降人員 信貴線 （页面存档备份，存于）（日語） - 近畿日本鐵道
7. ↑  八尾市統計書
8. ↑  大阪府統計年鑑（平成13年）PDF（日語）
9. ↑  大阪府統計年鑑（平成16年）PDF（日語）
10. ↑  大阪府統計年鑑（平成18年）PDF（日語）
11. ↑  大阪府統計年鑑（平成21年）PDF（日語）
12. ↑  大阪府統計年鑑（平成23年）PDF（日語）
13. ↑  大阪府統計年鑑（平成25年）PDF（日語）
14. ↑  大阪府統計年鑑（平成28年）PDF（日語）
15. 1 2  近畿日本鉄道株式会社. . 近畿日本鉄道. 2010-12: 85–86. NDL 21906373 （日语）.

## 外部連結
- 信貴山口 - 近畿日本鐵道